# Ophiogymna lineata
Ophiogymna lineata är en ormstjärneart som beskrevs av Hubert Lyman Clark 1938. Ophiogymna lineata ingår i släktet Ophiogymna och familjen Ophiothrichidae. Inga underarter finns listade i Catalogue of Life.